# Arenivaga adamsi
Arenivaga adamsi  (лат.) — вид песчаных тараканов-черепашек рода Arenivaga из семейства Corydiidae (или Polyphagidae). Обнаружены в Северной Америке: США и Мексика (центральная часть пустыни Сонора и северная часть Sinaloa Mexico и юго-восточная Аризона).

## Описание
Среднего размера тараканы овально-вытянутой формы: длина тела от 15,8 до 20,7 мм; наибольшая ширина тела (GW) 7,3-10,3 мм; ширина пронотума (PW) 5,47-6,33 мм; длина пронотума (PL) 3,60-4,57 мм. Соотношение длины тела к его наибольшей ширине у голотипа = TL/GW 1,94. Основная окраска оранжево-коричневая (песчаная). Имеют по 2 коготка на лапках. Ноги средней и задней пары покрыты шипиками
.
Обитают в песчаной почве, песчаных дюнах. Питаются, предположительно, как и другие виды своего рода, микоризными грибами, листовым детритом пустынных кустарников и семенами, собранными млекопитающими. В надземных условиях живут только крылатые самцы (отличаются ярко выраженным половым диморфизмом: самки рода Arenivaga бескрылые, внешне напоминают мокриц).
Вид был впервые описан в 2014 году американским энтомологом Хейди Хопкинсом (Heidi Hopkins) и назван в честь Дугласа Адамса (Douglas Adams).